# 霍季亞奇夫
50°49′52″N 24°9′25″E / 50.83111°N 24.15694°E
霍季亞奇夫（烏克蘭語：Хотячів），是烏克蘭西北部的村莊，隸屬沃倫州的沃洛德米爾區。該村始建於1700年，面積1.15平方公里，2001年人口275，人口密度每平方公里238.51人。